# Padrenda
Padrenda ist eine spanische Gemeinde (Concello) mit 1.534 Einwohnern (Stand: 2024) in der Provinz Ourense der Autonomen Gemeinschaft Galicien.

## Geografie
Padrenda liegt an der Grenze zu Portugal und ca. 38 Kilometer südwestlich der Provinzhauptstadt Ourense am Río Miño in einer durchschnittlichen Höhe von ca. 340 m.

## Bevölkerungsentwicklung der Gemeinde
Quelle: INE-Archiv – grafische Aufarbeitung für Wikipedia

## Gemeindegliederung
Die Gemeinde Padrenda ist in sechs Parroquias gegliedert:
| Parroquias         | Patrozinium | Einwohner 2024 | Fläche km² | Dichte Einw./km² | Höhe msnm | Ortskennzahl |
| ------------------ | ----------- | -------------- | ---------- | ---------------- | --------- | ------------ |
| O Condado          | Santa María | 48             | 2,44       | 20               | 143       | 32056010000  |
| Crespos            | San Xoán    | 376            | 7,96       | 47               | 400       | 32056020000  |
| Desteriz           | San Miguel  | 446            | 4,52       | 99               | 160       | 32056030000  |
| Monte Redondo      | San Xoán    | 93             | 11,64      | 8                | 0         | 32056040000  |
| Padrenda           | San Cibrán  | 423            | 13,05      | 32               | 354       | 32056050000  |
| San Pedro da Torre | San Pedro   | 228            | 17,99      | 13               | 168       | 32056060000  |

## Wirtschaft
| Ackerbau, Viehzucht und Fischerei                                                  | 017 | 04,23  |
| Industrie                                                                          | 064 | 015,92 |
| Bauwirtschaft                                                                      | 061 | 015,17 |
| Dienstleistungsbetriebe                                                            | 260 | 064,68 |
| Total                                                                              | 402 | 100,00 |
| * Daten aus dem Statistischen Amt für Wirtschaftliche Entwicklung in Galicien, IGE |     |        |

## Sehenswürdigkeiten

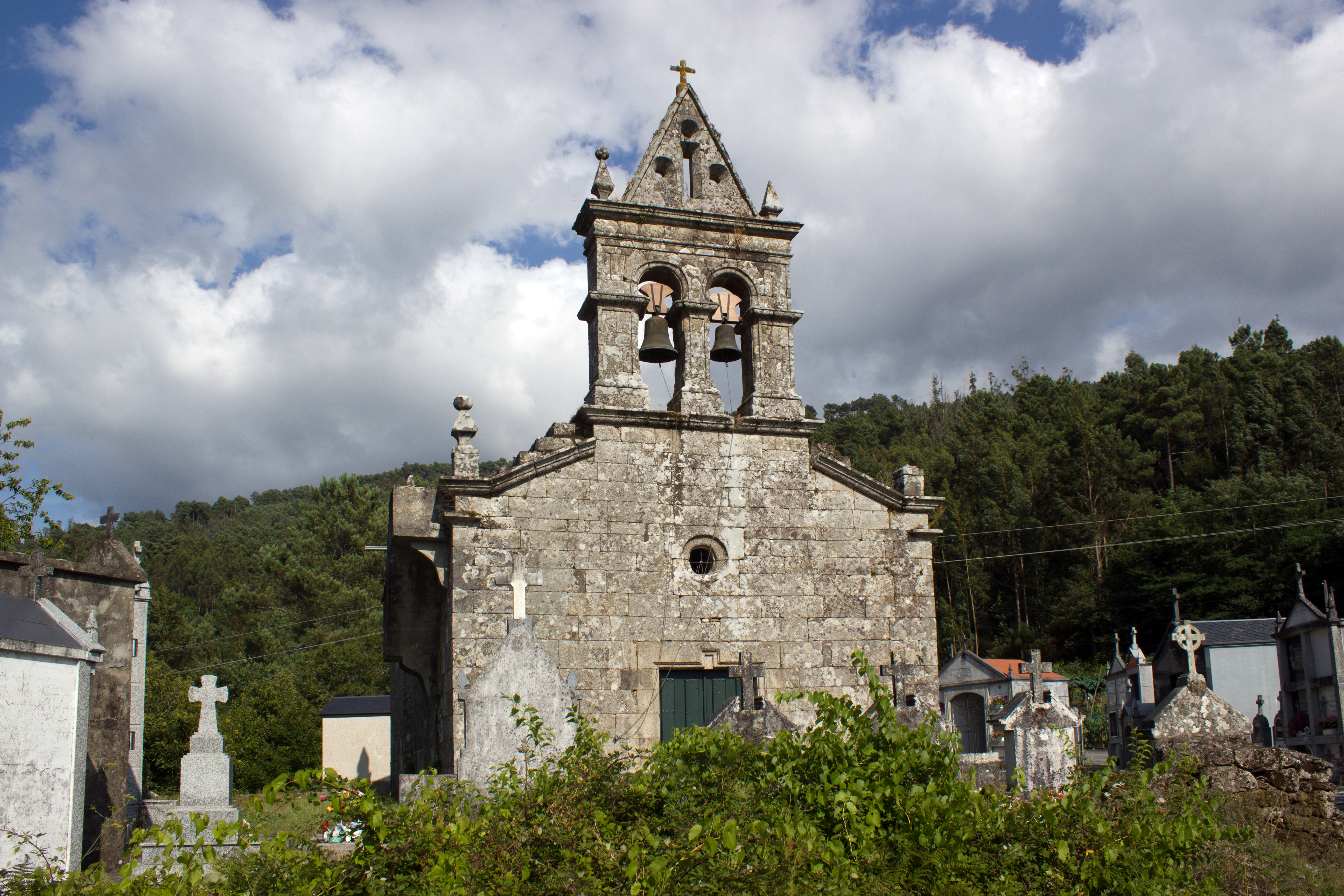
Marienkirche in Condado
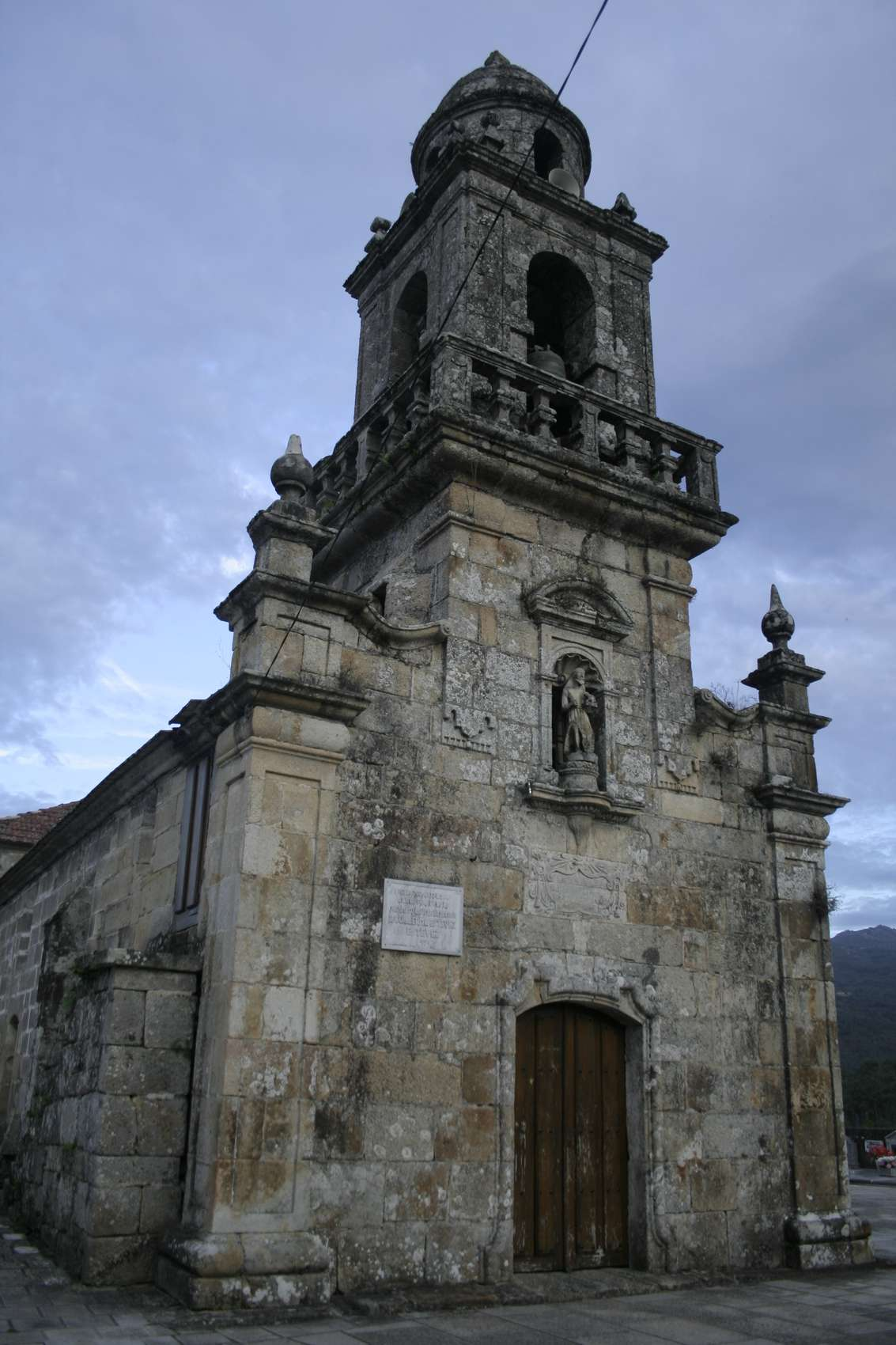
Johanniskirche in Crespos
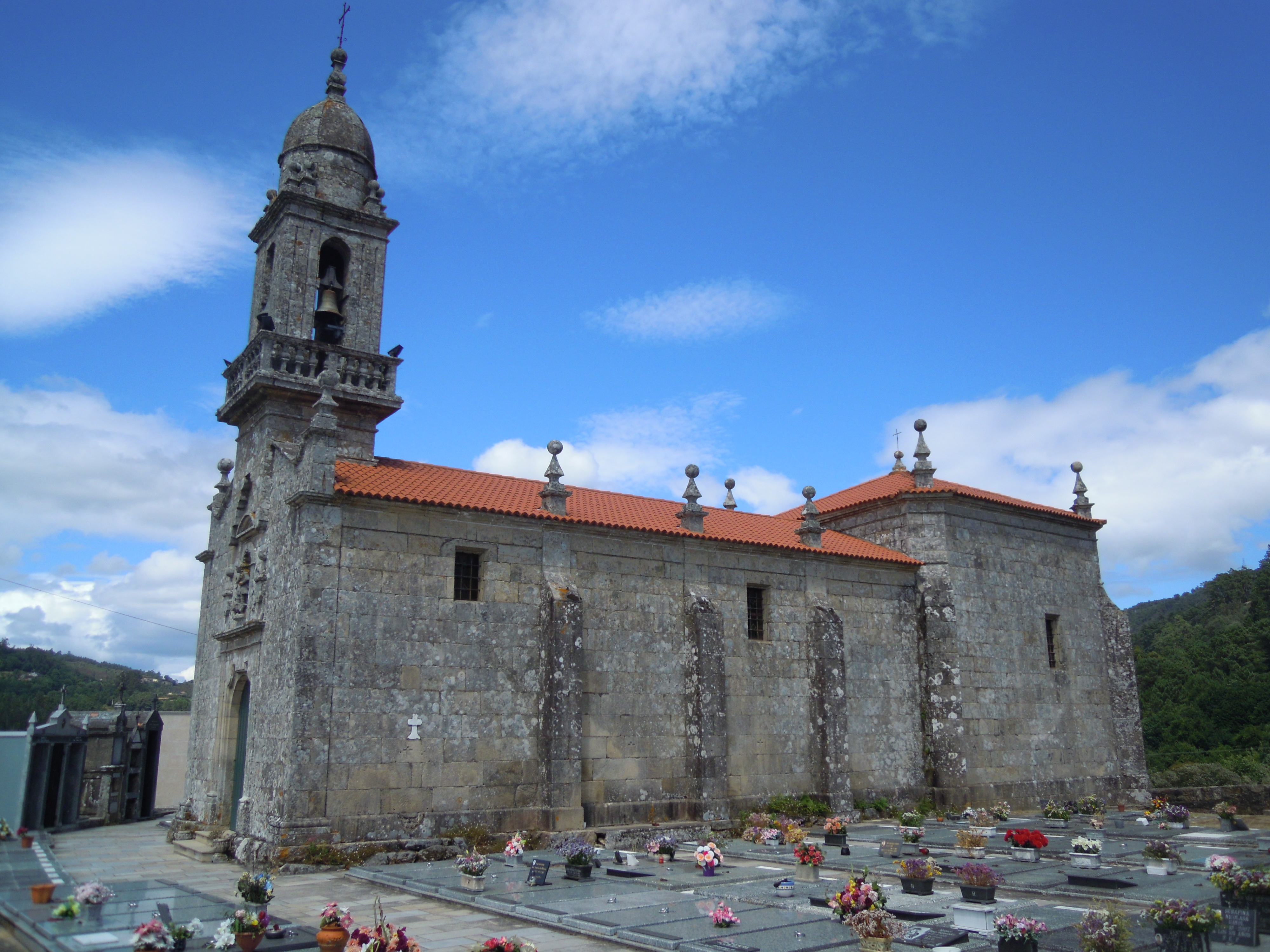
Michaeliskirche in Desteriz
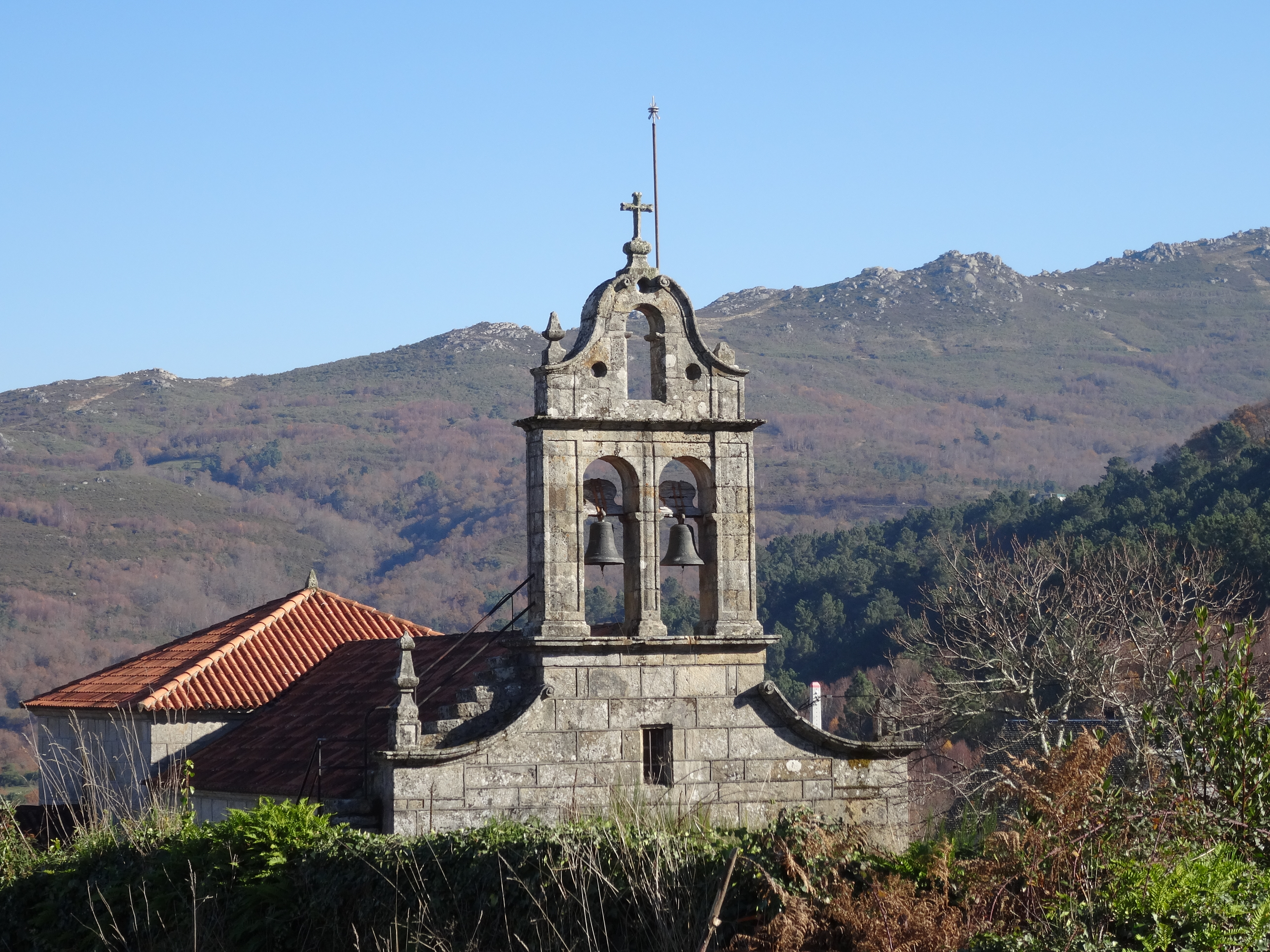
Johanniskirche in Monterredondo
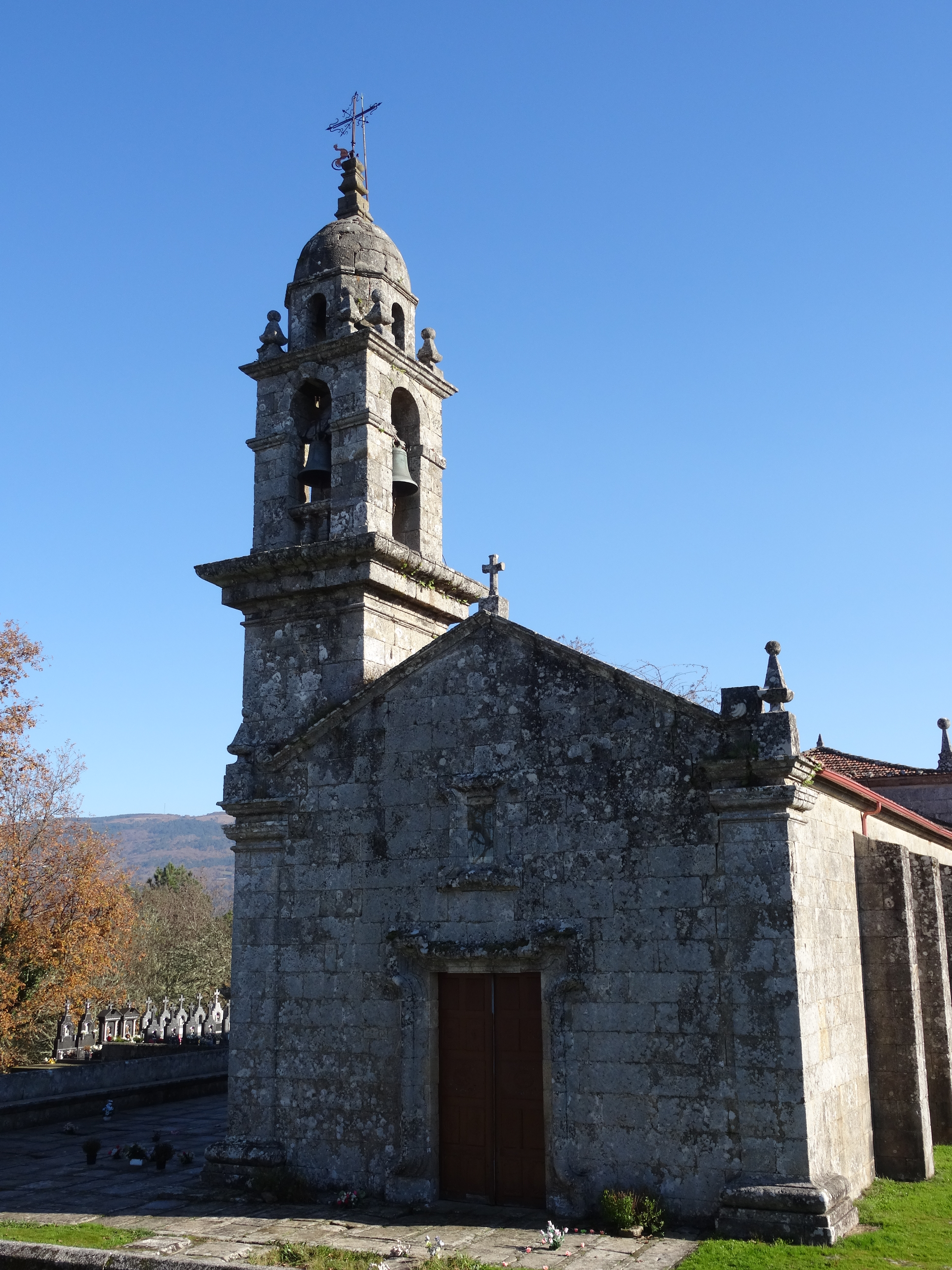
Peterskirche in La Torre

- Marienkirche in Condado
- Johanniskirche in Crespos
- Michaeliskirche
- Johanniskirche in Monte Redondo
- Peterskirche